# Boris Mahon de Monaghan
Boris Mahon de Monaghan (Orléans, 11 febbraio 1986) è un calciatore francese, difensore dell'Albères Argelès.

## Caratteristiche tecniche
È un terzino destro.

## Carriera
Cresciuto nelle giovanili del Sedan, esordisce in prima squadra nel 2004 nel corso di un match contro il Dieppe.
Nel 2006 viene ceduto all'Orléans con cui disputa tre campionati di quarta divisione.
Nel 2009 passa al Créteil-Lusitanos dove rimarrà per 7 stagioni, prima di venire ceduto al Gazélec Ajaccio.

## Palmarès

### Club

#### Competizioni nazionali
- Championnat National: 1

Créteil-Lusitanos: 2012-2013